# Чушевская
Чушевская — деревня в Шенкурском районе Архангельской области. Входит в состав муниципального образования «Шеговарское».

## География
Деревня расположена в южной части Архангельской области, в таёжной зоне, в пределах северной части Русской равнины, в 32 километрах на север от города Шенкурска, на правом берегу реки Ледь, притока Ваги. Ближайшие населённые пункты: на юге деревни Кобылинская, на северо-востоке деревня Игнашевская.
Часовой пояс
Чушевская, как и вся Архангельская область, находится в часовой зоне МСК (московское время). Смещение применяемого времени относительно UTC составляет +3:00.

## Население
| 2002 | 2010 | 2012 |
| ---- | ---- | ---- |
| 81   | ↘71  | ↗75  |

## История
Между 1426 и 1456 в селении Чушевском Варлаамом Важским была основана первая церковь, от которой позже был образован приход, по реке Ледь названый «Ледским». В 1816 году было начато строительство каменной двухэтажной Богоявленской церкви.. До наших дней сохранились её развалины, которые являются предметом охраны ( Объект культурного наследия № 2900000695).
Указана в «Списке населённых мест по сведениям 1859 года» в составе 2-го стана Шенкурского уезда Архангельской губернии под номером «2364» как «Богоявленское (Чушевское, Ледскiй погостъ)». Насчитывала 12 дворов, 32 жителя мужского пола и 31 женского.
В «Списке населённых мест Архангельской губернии к 1905 году» деревня Чушевское, Ледский погостъ насчитывает 21 двор, 62 мужчины и 66 женщин. В административном отношении деревня входила в состав Предтеченского сельского общества Предтеченской волости.
На 1 мая 1922 года в поселении 23 двора, 47 мужчин и 61 женщина.